# ピチレモン
『ピチレモン』は学研プラス（現Gakken、旧学習研究社→学研教育出版）が毎月1日に発行していたファッション雑誌。略称はピチレ。掲載モデルはピチモの愛称で親しまれた。2015年7月号からは雑誌タイトルロゴに「Pichile」（略称の「ピチレ」のアルファベット表記）を用いた。
1986年4月創刊（5月号）。2015年10月31日発行・発売の12月号をもって休刊。

## 概要

### 来歴
1986年4月、学習研究社（現・学研ホールディングス）のティーンズ向け女性ファッション誌『Lemon』（1982年から1998年9月まで発行）の姉妹誌として創刊。この頃同様他誌の創刊が相次ぐ。当初は占いやチャートテストをメインとした誌面構成であった。
誌名の由来は『Lemon』の妹分の雑誌ということから採られた。本来ならば『プチレモン』となるべきところだが、「ピチ」の方が元気なイメージがあるということで『ピチレモン』となった。
1995年からはファッションをメインとする雑誌に転換。1999年2月号からはサイズがそれまでのB5判からA4判に拡大された。キャッチフレーズは「女の子が最初に手にする女性誌」であった。
2015年6月号までの題字は、デザインが読者から一般公募されたもので、2001年5月号から使用されていた。2015年7月号からはサイズをA4判からA4ワイド判に拡大の上、タイトルロゴが「ピチレモン」から「Pichile」にリニューアルされた（正式な雑誌名は引き続き「ピチレモン」のまま変更はなかった）。キャッチフレーズを「女の子が初めて手に取るファッション誌」から「今より“3歳”オトナの自分になるっ!」に改めた。
誌面は主にファッション記事、ビューティー記事、占いや芸能などのバラエティー記事の3本立てにより構成されていた。ターゲット層は、小学生から中学生の女子（ピチレモン世代）。主な読者は中学1年生であった。読者の投稿は「ピチレ学園」と呼ばれ、同誌編集部と読者との交流が図られていた。
2003年、別冊としてハイティーン向けのファッション雑誌『annex pichi（アネピチ）』が発刊していた。2004年7月号で『fapri（ファプリ）』に改題した後、2005年1月号で休刊。
2009年10月、学研グループの組織改編に伴い発行元が学研パブリッシングへ移った。学研パブリッシングが2015年に学研マーケティング他と合併してからは、学研プラスが発行元となった。
2013年1月から別冊で、学研教育出版から姉妹誌として、新小学生女子向けのキャラクター及びおしゃれ雑誌『キラピチ』を発行している。Vol.1から2013年7月のVol.3までは4半期ごとで、以降は隔月発行している。
また、2012年5月から出版している『らぶキャラ』は、ピチレモン別冊として出版している。
2000年代前半までは、編集プロダクション「TVエディターズ」が、編集協力として編集に参加していた。2014年12月号より、学研が自前スタッフによる直接編集から編集プロダクション「ヴィヴァーチェ」と「モッシュブックス」に編集を委託。
編集長は2005年6月号まで篠田徳子が務め、同年7月号から2009年10月号まで白井和成が、同年11月号から2010年10月号まで脇谷典利が、同年11月号から2012年10月号まで正田省二が務めた。同年11月号から瀧井繭子、2013年12月号から上原京子、2015年から保田和寛が担当した。
ピチレモンのブランドは書籍シリーズ「ピチレモンブックス」や企業とのコラボレーションで継続。

### ピチモ
出演モデルの大きな特徴として、すでに芸能事務所に所属しているプロモデルの他に、オーディションにより読者からプロモデルになっていくモデルを多数擁した。どちらもピチモ（ピチレモンモデルの略称）と呼ばれた。
1999年に開始した年1回開催の同誌のピチモオーディション（2000年の第2回から2005年の第13回オーディションまでは春と秋で年2回の開催）にてグランプリおよび準グランプリを選出した。
かつては、グランプリ獲得者を「読者モデル」、準グランプリ獲得者を「ピチレフレンド」と銘打ち、読者モデルは1年間、ピチレフレンドは最低1回、同誌への掲載が約束され、専属モデルへの道も開かれていた。
さらに、準グランプリの中から「PENTY'S賞」「Priuri賞」（2006年第14回から）といった、オーディションに協賛するアパレルメーカーのブランド名を冠した特別賞が贈られた者は、それぞれの賞に応じて各ブランドの特集記事にも登場した。
2007年のピチモオーディションからはグランプリ、準グランプリの区別はなくなり、芸能事務所に所属し、合格者全員が専属モデルとして毎月登場することになった。
オーディションの参加資格は2・3月号時点の小学4年生から中学3年生の女児（身長、体重、国籍は制限なし）に限られた。以前はオーディションでデビューした場合、最初の所属事務所はタンバリンアーティスツになるのが事実上の通例だった。2013年の第21回では事務所所属者の応募はできなかった。
毎年、2・3月号に応募用紙が付属し、6月号で結果発表となっていた。ただし、2011年は東日本大震災の影響で結果発表は7月号に延期した。翌年からは毎年7月号発表となった。
歴代ピチモの一部は、NHK番組『すイエんサー』で番組リポーターを担当するすイエんサーガールズを兼務してきた。また、休刊時のモデルの大半は現在復刊したラブベリーに移籍し、同誌のモデルを務めている。

### メンモ
2007年11月号（10月1日発売）で初登場。その後、徐々にレギュラー化しほぼ毎月出演するようになった。イメージが恋愛モノのカット、ストーリー企画（着回し企画）への出演等が多かった。卒業はピチモと同時期となっていた。代表的なモデルは俳優の山崎賢人。

### その他
以前は年間定期購読が可能で、定期購読可能な他社のファッション雑誌と同様に特別号の値上げ分や送料は出版社側が負担、メール便・宅配便を利用して配達されていたが、2014年5月をもって終了となった。
東京・原宿と大阪・梅田のキデイランド店内にオリジナルグッズや、ティーンズ向けグッズを販売する「ピチレショップ」を出店していた。原宿ではファッションブランドのHbGと共同で「HbG Pichi」のブランドを展開し、店舗を出店していた。
2004年9月22日にゲームボーイアドバンス用ソフト「エンジェルコレクション2 ピチモになろう」（エム・ティー・オー）が発売になった。
2005年にピチモ13人が出演したDVD「ピチモでドラマ－私がモデルになれた理由」（東映ビデオ）が発売になった。
2006年から2008年6月28日までテレビ埼玉にてピチモデルが出演する番組「ピチスタ」を毎月第4土曜日18:30に放映していた。
また、ローカル局放映のために、テレビ情報サイト「DOGATCH（ドガッチ）」にて、動画配信を行っていた。
また、かつてTBSラジオにてピチモのレギュラー番組「ピチモのサタピチ」（2002年10月 - 2004年3月）が放送されていた。
毎年夏期には読者を招待し、代々木第二体育館など東京都内で、ピチモが総出演となるファッションショーやライブステージを華々しく繰り広げる「ピチレモン夏まつり」を開催していた。
2006年は名称を「ピチレモンフェスタ」と改め、秋の催しとして10月7日にとしまえん屋内館で開催された。
2008年1月には「ピチレモンフェスタTV」として、ピチレモンのホームページ「ピチレモンネット」でオンデマンドで動画配信するWEB番組を収録して配信するイベントを実施していた。
2009年4月には「ピチレモンフェスタTV3」が開催。
「フェスタ」は学研本社ビルの会場に抽選で50組100人だけが招待される催しであった。
祭りイベントはその後2010年に、ピチレモン25周年イベント ☆ピチレモン×MEGAWEB☆ 『MEGAたのし～春休みガールズピチフェスタ』（2010年3月21日 - 4月4日）をトヨタシティショウケース1階メガステージにて開催。
2011年からは、7月に『ピチレモン夏祭りinイオンレイクタウン』をイオン越谷レイクタウン（埼玉県越谷市）で、8月は『ピチレモン学園祭in原宿』を原宿クエストホール（東京都渋谷区神宮前）で、2012年8月には『ピチレモン夏の大学園祭』を山野ホール（東京都渋谷区代々木）で開催。
2013年からは招待客を1000人規模に戻し、3月の『ピチレモン春の大学園祭』と8月の『ピチレモン夏の大学園祭SP「ガールズサマーフェス」』をDIFFER有明で開催した。2014年3月には「春のピチパSP in 東京！」とピチレモン企画スカイツリーイベントを開催した。
2014年の「ピチレモン ガールズフェス 2014」は、8月14日にイオンモール広島府中スターギャラリー（広島県安芸郡府中町）で、8月25日にはイオンモール幕張新都心グランドモールグランドスクエア（千葉市美浜区）にて開催。
2014年にはピチレモンの創刊30周年を記念して「ピチレ3大オーデ企画」を実施。第1弾として、「ピチ歌オーディション」をレコード会社ビーイング協力の元で開催。第2弾として、「ドリームピチモオーディション」を開催。
2015年は「ピチレモン・キラピチガールズフェス in 2015」を1月11日に、さいたまスーパーアリーナで開催。
2015年8月1日より原宿竹下通り入り口にあるAmebaFRESH! StudioにてAmebaの配信番組「Pichileパラダイス（ピチパラ）」を、毎月1回放送をしていた。
2015年5月5日にはレピピアルマリオとのイベントで福原遥と関根莉子がららぽーとTOKYO-BAY店にて１日店長とチェキ撮影会を開催。
2015年8月22日にはレコールバンタン高等部×Pichilleサマースクールを開催。
2015年11月1日にイトーヨーカドー木場店で開催された『ピチレモン × Mc Sister 読者開放日 in 東京＆ファイナルパーティー』が最後の開催イベントとなった。
このほかには年に数回、MCSister等と「読者開放日」「ピチモと一緒にLet's Party」と称するイベントを全国各地で開催していた。また、誌面に読者代表が載るコーナー「サブバ事情」や「読者スナップ」などで読者モデルを募集し、掲載していた。さらには、編集スタッフと直接電話で話すことができる「ピチ編テレフォン」を実施していた。
またロート製薬と共同で正しいスキンケアが学べる、ピチレモン×極潤イベント「肌会」、ブランド・プリウリやエムシーシスター共同でのトークイベントを全国各地で開催していた。
2013年5月15日には映画『くちづけ』公開直前にタイアップイベント「父の日デートファッションショー」を開催。2014年1月にはテアトルアカデミーのタイアップ企画オーディションをテアトルアカデミー東京・大阪・名古屋の各校で開催。
近年では、ダイワサイクルと共同で自転車「ピチサイクル」を商品開発した。
プロデュース・コラボレーションは他に、
ゼブラのジェルボールペン「サラサクリップ×ピチレモン」の共同開発（2014年1月）、
キャンドゥとバレンタインデーのチョコ作りを応援する「ピチレモン×製菓グッズ」展開（2014年1月）、
APITA×ピチレモン 限定コラボ品「ロリポップ」（2014年1月）、
レピピアルマリオ・福原遥コラボアイテム（2014年3月）、
ナカバヤシの「スイング・ロジカルノート」とのコラボノート（5冊パックで、5種類開発）
などがあった。
2014年7月には株式会社グレイス、ユニーと共同で水着を開発し、アピタで販売が展開された。
2014年9月にはカバヤ食品のロングセラー玩具菓子「ジュエルボックス」と共同でピチレモンモデルがテーマに沿ってアクセサリーを3アイテムずつデザインした「ピチレモン×ジュエルボックス」を開発し発売した。
2015年5月にはレーベンと共同で「ののじスウィーとぐれふる」と「ののじキュンとれもん」というグレープフルーツ&レモン搾り器を開発し発売した。
マスコットキャラクターは祝勝デザインによるウサギを主題にしたラビピョンズであった。青がラビディ。ピンクがラビリー。2013年からはぴちれ衛門というキャラクターも登場した。

## 歴代ピチモ
2000年以前卒業のOG
- 石田ひかり
- 伊藤なつ
- 伊藤かな
- 加藤あい
- 榎本加奈子
- 前田愛
- 滝本沙奈
- 濱松恵
- 井元由香
- 小谷美裕
- 小出由華
- 千崎若菜
- 今井ちひろ
- 橋本麗香
- 吉野紗香
- 薬師寺容子
- 鈴木愛可
- 森下加奈
- 井上知香
- 杉本文乃
- 白石みき
- 橋本麻美々
- 安藤聖
- 渋谷桃子

2001年卒業のOG
- 岩渕瑠美子
- 野村恵里
- 酒井彩名
- 冨永萌美
- 加賀谷紗織
- 深谷まりえ
- 吉永彩花

2002年卒業のOG
- 末永遥
- 栗山千明
- 高松いく
- 松本まりか
- 大村彩子
- 藤原ひとみ
- 柳沢なな
- 水谷妃里
- 亜美里
- 渡辺理奈
- 宮崎あおい
- 平井理央
- 工藤あさぎ
- 愛里
- 菅野広恵
- 筒井有紀
- 寺追友里
- 宮田瑞穂
- 柳光絵

2003年卒業のOG
- 黒川芽以
- 神崎詩織
- 長澤まさみ
- 田口恵理
- 奥田綾乃
- 田代友里恵
- 中田あすみ
- 喜納由梨菜
- 御前美帆
- 木村茜
- 下田美咲
- 横山優花
- 宮本みのり
- 橋本歩唯
- 小川祐里佳
- 長谷川理紗
- 仲野愛子
- 斉藤麻衣
- 山口まといモナ

2004年卒業のOG
- 大沢あかね
- 杉浦加奈
- 杉本有美
- 南谷結
- 久米田美穂
- 妹川華
- 内田莉紗
- 鈴木麗
- 稲坂亜里沙
- 北川彩夢
- 樽本杏里

2005年卒業のOG
- 徳永えり
- 斉藤友以乃
- 辻朋美
- 藤本未来
- 安谷屋なぎさ
- 鶴長まや
- 田中こなつ
- 高崎愛梨
- 矢本彩
- 勝連愛里鈴
- 野口由佳
- 富本彩
- 追留愛美
- 夏帆
- 平沢いずみ（現：平沢あくび）

2006年卒業のOG
- 佐久間信子
- すずき夢乃
- あんな
- 三輪麻未
- 小島愛
- 藤原由果
- 右手愛美
- 長谷川愛
- 伊吹ひかり
- 秋山奈々
- 峰のぞ美
- 高野瞳
- 松前吏紗
- 加藤里奈
- 井上美帆
- 鎌田紘子
- 迫綾香

2007年卒業のOG
- 浅田美穂
- 天野莉絵
- 貝森亜理沙
- 壁谷明音
- 川原真琴
- 坂巻優里亜
- 菅谷梨沙子
- 佐藤栞里
- 高木優
- 原田百合果
- 広重美穂
- 藤澤ひかり
- 八鍬里美
- 柳生みゆ

2008年卒業のOG
- 北村梨夏
- 太田彩央里
- 澤田実和
- 池澤あやか
- 橋本甜歌
- 吹田祐実
- 愛須春伽
- 田中彩友美
- 田中美月
- 占部佑季

2009年卒業のOG・OB
- 安倍エレナ
- 蒲田華恵
- 高山侑子
- 篠原愛実
- 加地千尋
- バーンズ勇気
- 池田純（現：池田純矢）

2010年卒業のOG・OB
- 一木有海
- 大山桃子
- 反田有沙
- 前田希美
- 松井さやか
- 宮坂亜里沙
- 谷内里早
- 黒田瑞貴
- 神元結莉
- 永島謙二郎
- 志村勇樹

2011年卒業のOG・OB
- 井手上梓
- 高田里穂
- 吉倉あおい
- 黒岩伶奈
- 清野菜名
- 大野理奈
- 山﨑賢人
- 小笠原海

2012年卒業のOG・OB
- 伊藤梨沙子
- 岩田宙
- 小川千菜美
- 荻野可鈴
- 勝呂玲羅
- 藤井千帆
- 中村榛花
- 星野悠月
- 宮本優花
- 黒田真友香
- 野田篤生
- 安岡聖雨

2013年卒業のOG・OB
- 江野沢愛美
- 志田友美
- 山田朱莉（現：あかり）
- 佐藤葵
- 重本ことり
- セーラ
- 君村マキ（現：木崎くるみ）
- 井之上史織
- 未来穂香（現：矢作穂香）
- 日向ななみ
- 岡美咲
- 寺坂尚呂己
- 和田崇太郎

2014年卒業のOG
- 小林玲（現：小林れい）
- 小林由理
- 玉川来夢
- 関紫優
- 西村怜奈
- 前島亜美
- 加藤由梨愛
- 山口乃々華
- 長崎すみれ
- 森高愛

2015年卒業のOG
- 関根莉子
- 楠山真緒
- 野々宮優
- 中山咲月
- 五十嵐ありさ
- 田尻あやめ

休刊時のモデル
- 福原遥
- 青島心
- 荒川ちか
- 大原優乃
- 小川涼
- 上白石萌歌
- 志田彩良
- 中澤瞳
- 山﨑紗彩
- 優希美青
- 吉村花音
- 井頭愛海
- 石田美月
- 岡田結実
- 杉本愛莉鈴
- 日達舞
- 平塚日菜
- 三田美吹
- 山本花織
- 古川優奈
- 佐々木莉佳子
- 関りおん
- 鶴嶋乃愛
- 中野ケイナ
- 村瀬リリヤ
- 恩田乃愛
- 黒川心
- 塚田百々花
- 中村ひなの
- 佐々木一真
- 高野洸
- 松井健太
- 松岡広大
- 安藤瑠一
- 中村嘉惟人
- 桑原優河
- 三富考樹